# Teorema delle corde

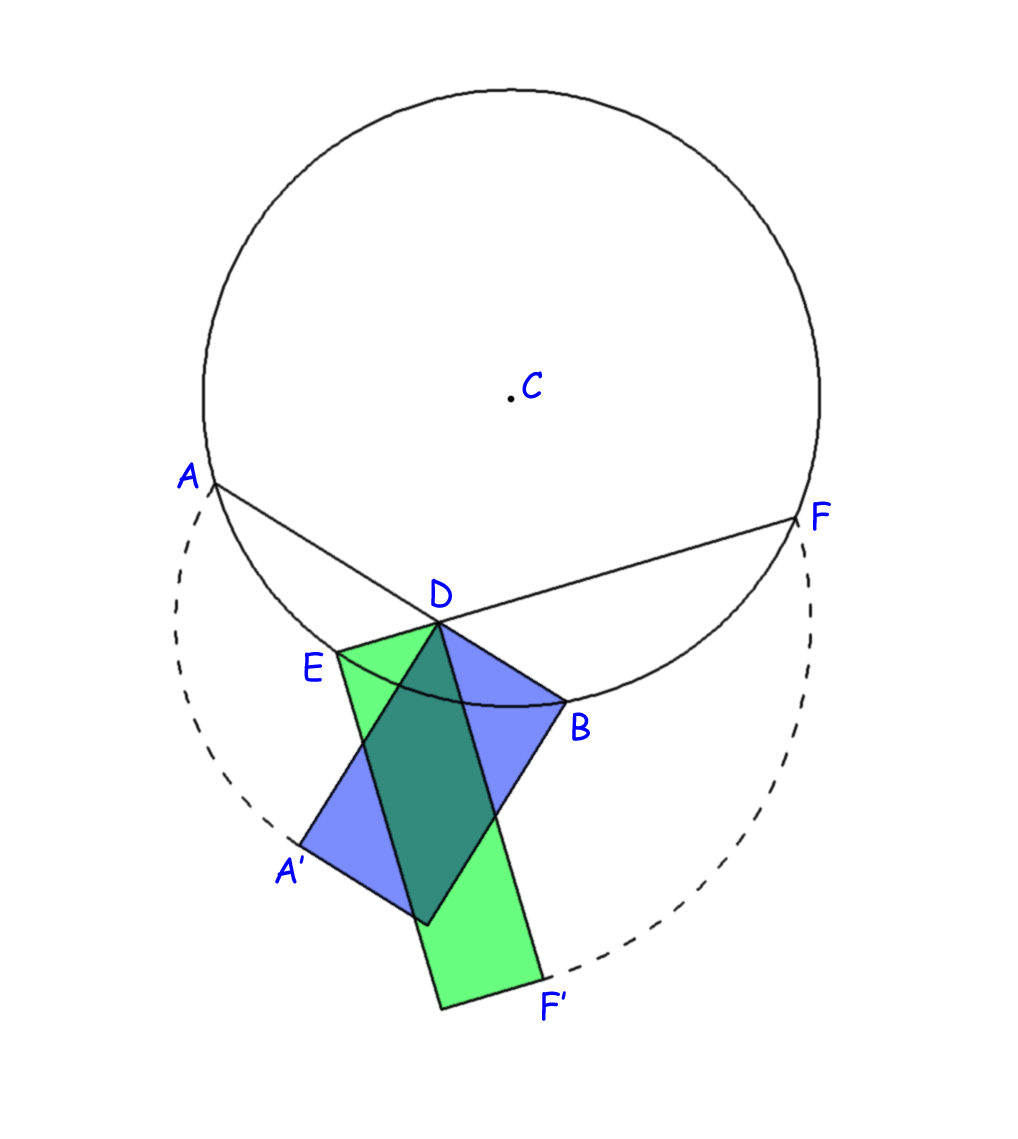
Euclide, Elementi, Libro III, Proposizione 35: "Se in un cerchio due corde si tagliano fra loro, il rettangolo compreso dalle parti dell'una è uguale al rettangolo compreso dalle parti dell'altra"

In geometria, il Teorema delle Corde è un teorema che dimostra che se in un cerchio due corde si intersecano fra loro, allora il rettangolo con lati congruenti alle due parti di una corda ha la stessa area del rettangolo con lati congruenti alle due parti dell'altra. Questo teorema compare negli Elementi di Euclide, più precisamente è la Proposizione 35 del Libro III.
Per dimostrare il teorema delle corde, Euclide si basa su un'altra proposizione contenuta negli Elementi, la Proposizione 5 del Libro II.

## Elementi di Euclide, Libro II, Proposizione 5
In altre parole, il teorema afferma che, dato un segmento AB, tagliato in un punto arbitrario D e il cui punto medio è C, si ha
{\displaystyle {\overline {AD}}\cdot {\overline {DB}}+{\overline {CD}}^{2}={\overline {CB}}^{2}.}
Per la dimostrazione, si costruiscano il rettangolo ADGE di lati congruenti ad AB e DE (a sinistra nell'immagine) ed il quadrato CBKH sul segmento CB (a destra). Osservando i due disegni, è facile vedere che i rettangoli ACFE e DBKJ (colorati in rosso) sono congruenti. Il rettangolo CDGF (in verde) è in comune: per completare il quadrato CBKH manca il quadrato FGJH (in blu), chiaramente congruente al quadrato costruito sul segmento compreso fra i punti di divisione E e B.

## Elementi di Euclide, Libro III, Proposizione 35

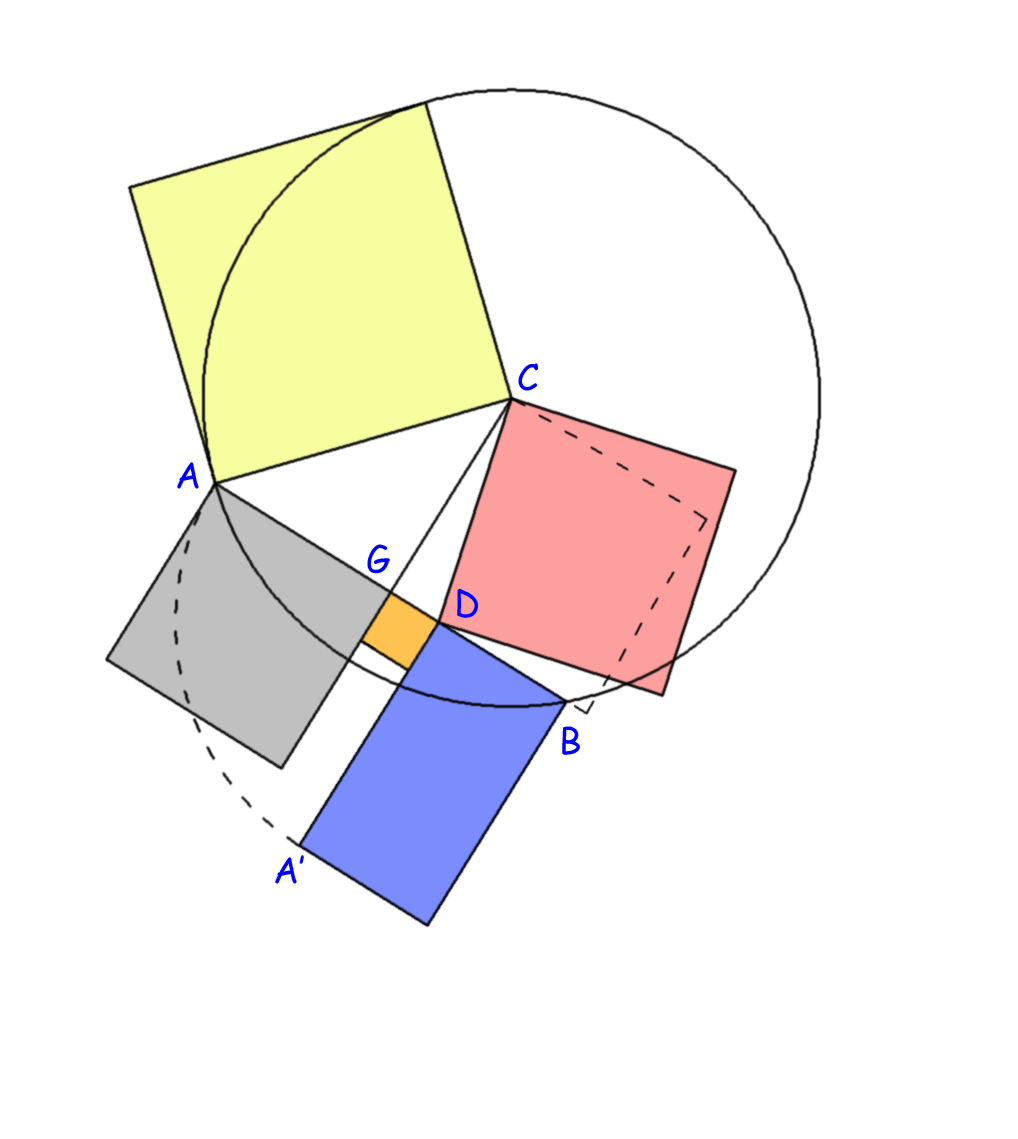
Costruzione sulla corda AB

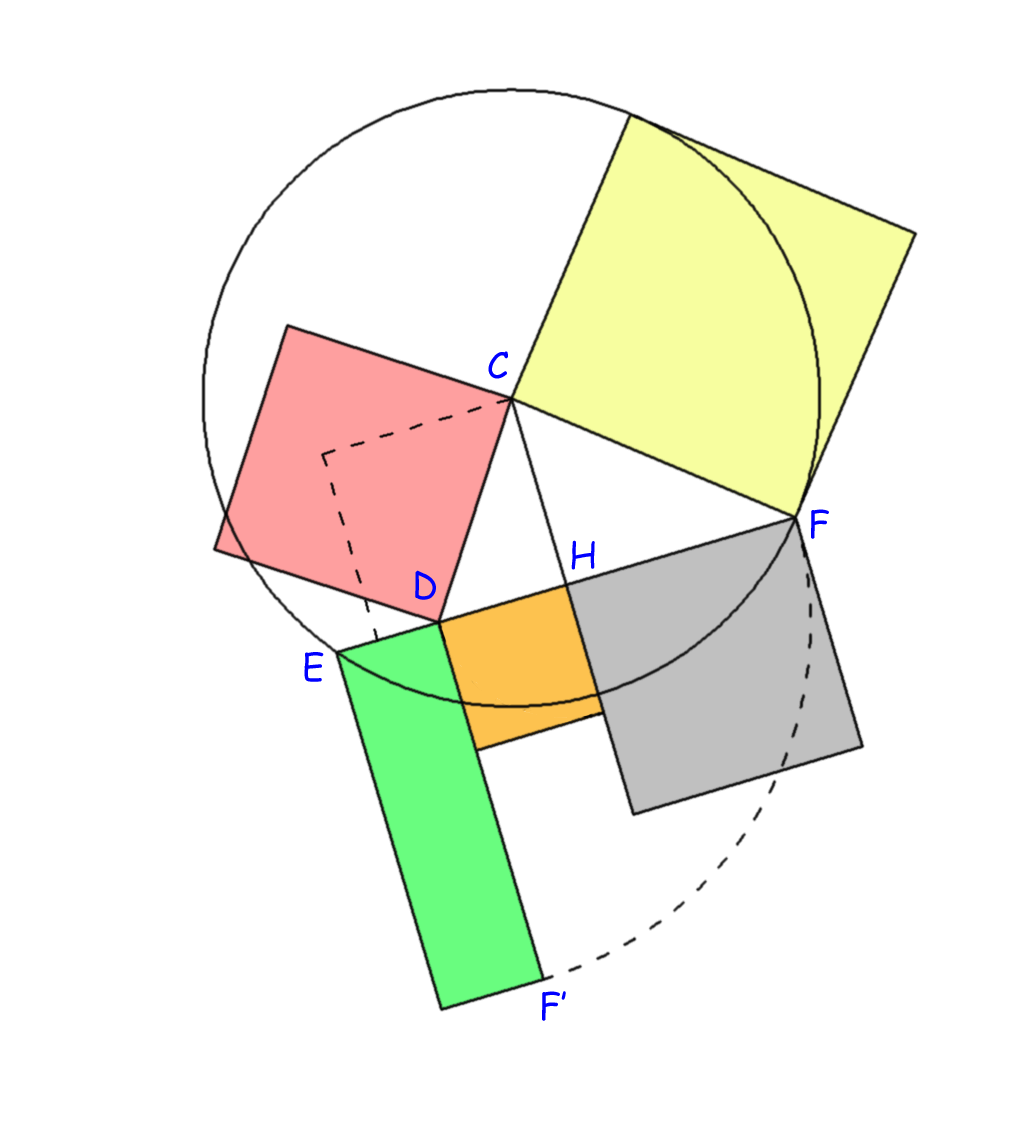
Costruzione sulla corda EF

In altre parole, se AB ed EF sono due corde di un cerchio incidenti in un punto D, la proposizione afferma che
{\displaystyle {\overline {AD}}\cdot {\overline {DB}}={\overline {ED}}\cdot {\overline {DF}}.}
Per la dimostrazione, inizialmente si prendano in esame la sola corda AB e si costruisca il rettangolo con lati congruenti a DB e DA = DA'. Si traccino inoltre le seguenti linee:
- congiungente fra il centro C del cerchio e l'estremo A della corda,
- congiungente fra il centro C del cerchio e il punto D di intersezione delle corde,
- la perpendicolare dal centro C sulla corda AB, che la interseca nel punto G.

Ora, quando in un cerchio un raggio è ortogonale a una corda, la divide per metà (Elementi di Euclide, Libro III Proposizione 3): G quindi è il punto medio della corda AB. Inoltre, si possono ricavere le seguenti relazioni fra i vari segmenti e aree:
- il quadrato costruito sul segmento CA ha area uguale a quella del quadrato costruito su CG più quella del quadrato costruito su AG (teorema di Pitagora):

{\displaystyle {\overline {CA}}^{2}={\overline {CG}}^{2}+{\overline {AG}}^{2},}
- il quadrato costruito su CG ha area uguale a quella del quadrato costruito su CD meno l'area del quadrato costruito su DG (teorema di Pitagora):

{\displaystyle {\overline {CG}}^{2}={\overline {CD}}^{2}-{\overline {DG}}^{2},}
- il quadrato costruito su AG ha area uguale al quadrato costruito su DG più l'area del rettangolo con lati DB e A'D  (Elementi di Euclide, Libro II, Proposizione 5)

{\displaystyle {\overline {AG}}^{2}={\overline {DG}}^{2}+{\overline {AD}}\cdot {\overline {DB}}.}
Inserendo le ultime due equazioni nella prima si ottiene:
{\displaystyle {\overline {CA}}^{2}={\overline {CG}}^{2}+{\overline {AG}}^{2}={\overline {CD}}^{2}-{\cancel {{\overline {DG}}^{2}}}+{\cancel {{\overline {DG}}^{2}}}+{\overline {AD}}\cdot {\overline {DB}}={\overline {CD}}^{2}+{\overline {AD}}\cdot {\overline {DB}},}
da cui si ricava:
{\displaystyle {\overline {AD}}\cdot {\overline {DB}}={\overline {CA}}^{2}-{\overline {CD}}^{2},}
ovvero l'area del rettangolo con lati DB e A'D è uguale alla differenza fra il quadrato costruito su CA (il raggio del cerchio) e il quadrato costruito sul segmento CD (distanza fra il centro e il punto d'intersezione delle corde).
Lo stesso procedimento si può ripetere a proposito della corda EF, ottenendo una relazione analoga:
{\displaystyle {\overline {ED}}\cdot {\overline {DF}}={\overline {CA}}^{2}-{\overline {CD}}^{2}.}
Di conseguenza, i due rettangoli hanno area pari alla differenza della stessa coppia di quadrati, e quindi hanno la stessa area:
{\displaystyle {\overline {AD}}\cdot {\overline {DB}}={\overline {ED}}\cdot {\overline {DF}}.}

## Dimostrazione attraverso la similitudine
Sfruttando la similitudine, il teorema può essere enunciato come segue:
Se due corde di una circonferenza si intersecano, i segmenti che si formano su una di esse sono i medi e i segmenti sull'altra sono gli estremi di una stessa proporzione.
Ovvero AE : ED = CE : EB
Per la dimostrazione, si congiunga A con C e B con D; a questo punto si considerino i triangoli AEC e DEB: essi risultano simili, in quanto hanno gli angoli AEC e BED rispettivamente congruenti (perché opposti al vertice), così come sono congruenti gli angoli ACE e EBD (poiché angoli alla circonferenza che insistono sullo stesso arco AD). Ne segue che i lati omologhi sono in proporzione e perciò
AE : ED = CE : EB

## Corollario

Data una corda che ruota intorno al punto D, l'area del rettangolo compreso fra le parti ottenute suddividendo la corda stessa nel punto D, rimane sempre costante

Il calcolo delle aree dei rettangoli che abbiamo visto qui sopra dà un risultato che dipende solo dal raggio del cerchio e dalla posizione del punto di intersezione delle corde. Ciò vuol dire che l'area è indipendente dalla corda scelta: nell'animazione accanto l'area blu conserva sempre la stessa grandezza al variare dell'angolo di rotazione intorno al punto D.